# شركة الجوف الزراعية
شركة الجوف الزراعية؛ هي شركة مساهمة سعودية، تأسست شركة الجوف للتنمية الزراعية في الثامن من جمادى الاخرة عام 1408هـ الموافق الثامن والعشرين من يناير عام 1988، في سكاكا في منطقة الجوف برأس مال قدره 300 مليون ريال سعودي. وتبلغ قيمتها السوقية الحالية 654 مليون ريال. يقع مشروع الشركة في منطقة بسيطاء في جنوب غرب الجوف، بوادي السرحان في الجزء الشمالي من المملكة العربية السعودية. تصل مساحة المشروع إلى حوالي 60 ألف هكتار أي 600 كم مربع. ويتركز نشاط الشركة الرئيسي في الإنتاج الزراعي بشقيه النباتي والحيواني، وتصنيع وتسويق المنتجات الزراعية والحيوانية.

## المنتجات الزراعية
تنتج الجوف الزراعية المحاصيل الزراعية الحقلية، مثل الذرة الصفراء والبطاطس والأعلاف، البطيخ والقمح والبصل. إضافة إلى إنتاج زيت الزيتون العضوي في مزرعتها التي تعتبر أكبر مزرعة زيتون عضوي في العالم. كما تنتج من الفاكهة البرقوق والخوخ والمشمش، والنخيل والخضراوات ومختلف الشتلات ونباتات الزينة.